# هيروكو سوزوكي
هيروكو سوزوكي (بالكانا:すずき ひろこ) هي ممثلة يابانية، ولدت في 10 فبراير 1944 في اليابان.

## وصلات خارجية
- هيروكو سوزوكي على موقع IMDb (الإنجليزية)
- هيروكو سوزوكي على موقع قاعدة بيانات الفيلم (الإنجليزية)
- هيروكو سوزوكي على موقع ANN person (الإنجليزية)